# Az 1956-os forradalom és Albánia

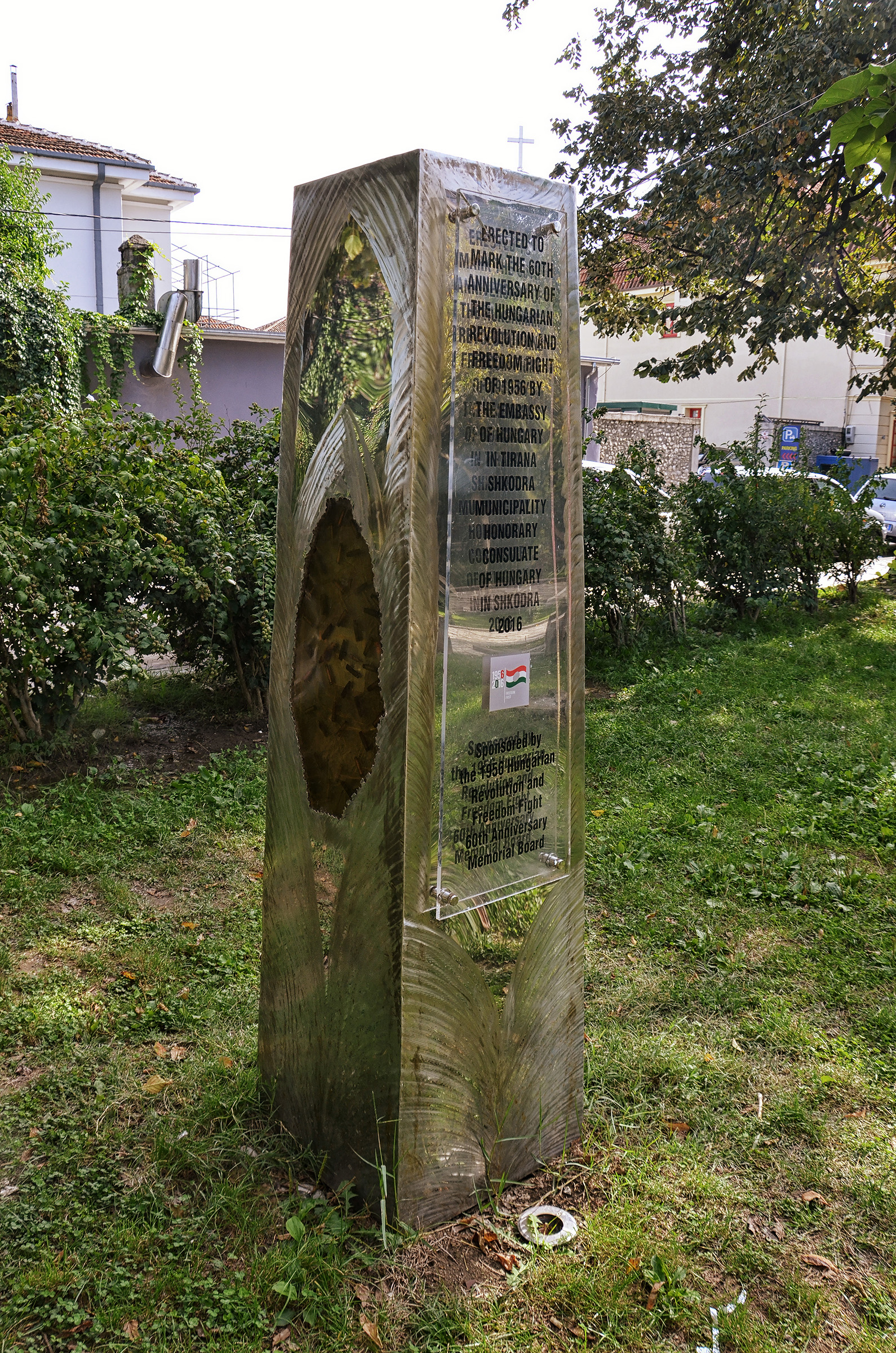
Az 1956-os forradalom 2016-ban emelt emlékműve a shkodrai Hasan Riza pasa parkban

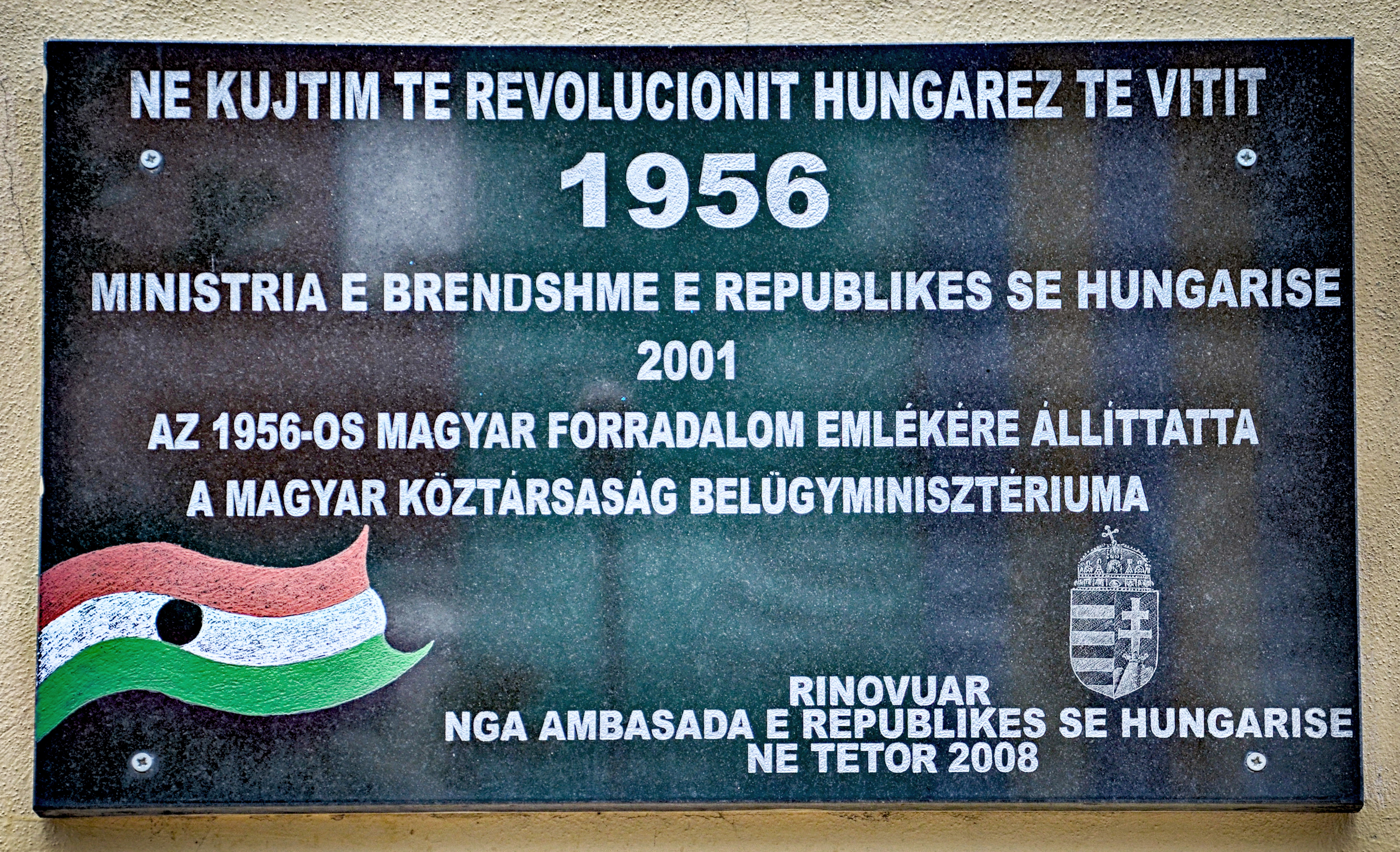
Az 1956-os forradalom emléktáblája ugyancsak Shkodrában (2016-ban, az emlékmű elkészülte után leszerelték)

Az 1956-os forradalom és Albánia viszonyrendszere közvetlen kapcsolódási pontok híján elsősorban az 1956. október–novemberi magyarországi események albániai megítélését és visszhangját foglalja magában. 1956-ban a nyugat-balkáni országban a dogmatikus sztálinista politikát követő Albán Munkapárt irányította az országot, élén Enver Hoxha pártfőtitkárral. Éppen 1956. október 23-án, a magyar forradalom kitörésének napján volt a „népi demokratikus” Hoxha-kormány megalakításáról döntő, 1944. évi berati kongresszus zárónapjának tizenkettedik évfordulója.
Hoxha és az albán pártvezetés többi tagja élesen támadta a magyar „ellenforradalom” mögött sejtett revizionista erőket, és az elsők között sürgette a Vörös Hadsereg beavatkozását, a „szocialista államrend” visszaállítását. A magyarországi forradalom közvetetten hatott az albán külpolitika alakulására is: a felkelést üdvözölte a jugoszláv vezetés, amellyel ezért a sztálinista Hoxha-adminisztráció végleg szakított. Az 1960-as évektől a fokozatosan magára maradó albán országvezetés hivatalos történetírásában az 1956-os forradalom színezete is egyre sötétebb, vadregényesebb lett, és hivatkozási pontul szolgált az európai szovjet blokk országaival való szakítás önigazolási aktusában. Az 1991-es albán rendszerváltásig, az utolsó európai sztálinista bástya ledőléséig a forradalom albániai megítélése („revizionista ellenforradalom”) alapjaiban nem változott.

## Albán diákok szolidaritási akciója
A magyarországi események hírére egy tiranai művészeti iskola három tizenéves diákja, Nikolin Pavaci, Karlo Cefa és Ndrekë Bazhdari 1956 októberében megalapították a Breznitë Kastriote (a. m. ’Kasztrióták Nemzedéke’) elnevezésű titkos szövetséget. Szórólapokat gyártották és terjesztettek Tiranában és Shkodrában, amelyekben a magyar fiatalok példáján arra buzdították diáktársaikat, hogy hangjukat hallassák és lépjenek fel a sztálinista diktatúra ellen. Az albán titkosrendőrség, a Sigurimi hamarosan felderítette a szórólapok készítőit és letartóztatta őket. Életkoruknak köszönhették, hogy halálbüntetés helyett a hírhedt burreli büntetőtáborban letöltendő tizenkét-tizennégy évnyi büntetést szabtak ki rájuk.

## Politikai reakciók 1956–1957-ben
Az albán pártvezetésnek az 1950-es évek közepén azzal kellett szembesülnie – és az Albán Munkapárt 1956 május–júniusában Tiranában megrendezett harmadik kongresszusának is ez volt a fő témája –, hogy a hruscsovi szovjet vezetés hivatalos állásfoglalásaiban a személyi kultusz és a dogmatikus pártpolitika felszámolásának programját, általában is a sztálinizmus túlkapásainak visszanyesését és áldozatainak rehabilitálását hirdeti meg. A sztálinista vezetési módszerekben élen járó albán pártvezetést érzékenyen érintették ezek a változások, de kényszerűségből igazodtak a Moszkvában meghatározott új vonalhoz, még akkor is, amikor a szovjet vezetés a korábbi „ősellenséggel”, a Tito vezette Jugoszláviával is a békés kapcsolatok kiépítésére törekedett.
A magyarországi események – az egypárti kommunista vezetés túlkapásai elleni véres felkelés – híre általában is ijedelmet okozott a szovjet blokk országainak vezetői között. Az Albán Munkapárt főtitkára, az ország teljhatalmú vezetője, Enver Hoxha az elsők között minősítette „revizionista ellenforradalomnak” a magyarországi felkelést, s határozottan sürgette Moszkva beavatkozását, a rend helyreállítását. Az albán kormány 1956. november 4-én nyilatkozatot adott közre, amelyben egyfelől teljes támogatásukról biztosították a felkelés leverésére mozgósított Vörös Hadsereget, másfelől hitet tettek amellett, hogy szovjet csapatok állomásoztatására szükség van a Varsói Szerződés „egynémely” országában.
Ezzel párhuzamosan, miután a Moszkvától független, „különutas szocializmusát” építő jugoszláv vezető, Tito üdvözölte a budapesti eseményeket, az albán vezetés megragadta az alkalmat, hogy korábbi szövetségesével végleg leszámoljon, a moszkvai iránymutatás és a javuló szovjet–jugoszláv viszony dacára. Hoxha 1956 novemberében felszámolta a párt központi bizottságán belüli „jugoszlávbarát klikket”, több tagját – voltaképpen kevésbé dogmatikus pártkádereket – kivégeztette (Liri Gega, Dali Ndreu és mások).
Az Albán Munkapárt Központi Bizottságának 1957. februári ülésén Hoxha külön is értékelte az 1956. októberi magyarországi eseményeket, valamint a forradalom leverését követő belpolitikai lépéseket. Ennek során egyebek mellett a következőket mondta:

„Kádár elvtárs és más szilárd kommunisták kezdeményezésére újjászervezték a Magyar Szocialista Munkáspártot, amely nélkül nem lehetett volna semmit tenni, ugyanúgy, mint a Szovjetunió és a többi szocialista ország döntő jelentőségű segítsége nélkül sem. […] Nekünk minden erőnkkel segíteni kell a testvéri és szövetséges magyar népet, hogy mielőbb begyógyuljanak a sebek, támogatnunk kell a Kádár János elvtárs vezette forradalmi kormányt, amely határozottan rendezi a helyzetet, támogatnunk kell az MSZMP erőfeszítéseit, amely visszatér a marxista–leninista útra.”

A „népi demokrácia restitúciójának” politikai és erkölcsi támogatása mellett Enver Hoxha – inkább gesztusértékű – gazdasági segítséget is felajánlott a Kádár-kormányak.

## Politikai értékelések az 1960-as évektől
Pár éven belül az albán–szovjet viszony végletesen megromlott, a két ország közötti kapcsolat megszakadt, Albánia az európai szovjet blokk országaitól elszigetelődött. A tényeket folyamatosan, az éppen adott politikai helyzetnek megfelelően átértékelő albán történetírásban az ötvenhatos magyar forradalom megítélése is újabb és újabb hangsúlyokat kapott.
Már a szovjetekkel való szakítás előestéjén megjelent a „jugoszláv motívum” az 1956 körüli hivatalos albán narratívákban. 1960. november 16-án, a kommunista pártok moszkvai értekezletén elmondott beszédében Hoxha odáig ment, hogy az 1956-os magyarországi „ellenforradalom” a revizionista Jugoszlávia ügynökeinek műve, Nagy Imre pedig Tito embere volt. Ekkor már kategorikusan elutasították azokat az értékeléseket, amelyek szerint a dogmatikus és szektás sztálinizmus, a személyi kultusz vezetett a forradalom kitöréséhez, hiszen az albán pártvezetésnek ez esetben a saját hibáit is el kellett volna ismernie. Egy 1961. májusi koncepciós eljárás során, Teme Sejko admirális kémperében már az is elhangzott, hogy a titoisták célja a magyar „ellenforradalom” kirobbantásával tulajdonképpen az volt, hogy Magyarországot a jugoszláv föderációhoz csatolják. Az 1971-ben megjelent párttörténeti monográfia ennél is tovább ment, a „revizionista jugoszláv vezetés” mellett már az „antimarxista Hruscsov-klikket” is az 1956-os események kirobbanásának hátterében vélte látni, amelynek célja a magyarországi felkelés megszervezésével a proletárdiktatúra megdöntése és a kapitalizmus restaurálása volt. Ennek bizonyítékául hozták fel, hogy az 1956-os szovjet vezetés a forradalom kitörése után egy hétig taktikusan kivárt, míg a felkelés fegyveres felszámolására kiadta a parancsot. Magyarország ezzel a „revizionizmus egyik fő fészke” volt az albán történelemszemléletben, amit azzal az állítással tetéztek, hogy Nagy Imre korábbi munkatársai továbbra is kulcspozíciókat töltenek be az ország vezetésében.
Az 1991-es albán rendszerváltásig az 1956-os magyar események albán értékelése alapjaiban változatlan maradt. Az ötvenhatos mártírok rehabilitálását követő 1989. június 16-ai budapesti újratemetésen valamennyi Magyarországra akkreditált nagykövetség képviseltette magát; ez alól csupán Kína, Észak-Korea, Románia és Albánia követségei alkottak kivételt.

## Lásd még
- Albán Szocialista Népköztársaság
- Az 1956-os forradalom és a Szovjetunió
- Az 1956-os forradalom és Románia